# Liriomyza subartemisicola
Liriomyza subartemisicola este o specie de muște din genul Liriomyza, familia Agromyzidae, descrisă de Frey în anul 1945. Conform Catalogue of Life specia Liriomyza subartemisicola nu are subspecii cunoscute.